# Aeronautica Imperialis
Aeronautica Imperialis (AI40K) è un gioco da tavolo di tipo wargame tridimensionale ambientato in un lontano futuro (basato variamente su Warhammer 40.000 WH40K) di battaglie aeree con modellini; questo è stato distribuito a gennaio del 2007, sviluppato e pubblicato dalla Forge World, che fa capo alla Games Workshop (che lo ha anche messo nella collana Specialist Games).
Sempre nel 2007 gioco ha avuto un'espansione dal titolo Tactica Aeronautica con nuove regole, aerei, armi di difesa a terra e scenari.
In quanto alla scala delle battaglie, questo titolo è la trasposizione nei cieli di Epic Armageddon (con truppe e mecha di dimensioni minori), il che vuol dire battaglie in grande scala, dove si controllano squadroni di speciali aeroplani e mazzi di carte per mosse speciali (a differenza delle feroci "scaramucce", che si combattono tra le diverse razze, nell'universo di WH40K).

## Il Gioco
Aeronautica Imperialis, in quanto gioco aereo, ripropone battaglie svolte fra i caccia e i bombardieri degli eserciti di Warhammer 40.000. Tra l'altro, introduce nuove regole come l'utilizzo di carte per manovre speciali.
Oltre agli aerei, è possibile schierare anche difese aeree terrestri, come batterie antiaeree

## Eserciti e Modelli
I modelli degli aerei sono gli stessi di Epic Armageddon, in scala 1:285, più altri introdotti con una successiva espansione del 2008. Questa dimensione ridotta favorisce l'utilizzo di immense schiere di aerei per simulare le battaglie, quali nuovi bombardieri, caccia, cacciabombardieri, navi da sbarco etc...
Le basette sono modificate per poter indicare l'altitudine, la velocità e la direzione di fuoco di ogni aereo.
Gli eserciti attualmente disponibili sono:
- Marina Imperiale
- Space Marine
- Space Marine del Caos
- Eldar
- Orki